# Bataille de la baie des Blancs-Sablons
 (juillet 2022).
Guerre de la Ligue de Cambrai
Batailles
- Casaloldo (it) (10 mai 1509)
- Agnadel (14 mai 1509)
- Padoue (15 - 30 septembre 1509)
- Polesella (it) (22 décembre 1509)
- Monselice (1509-1510)
- Val Vestino (1510-1517)
- Villamarina (19 juillet 1510)
- Capo di Monte (8 septembre 1510)
- Mirandola (1510 - 1511) (it)
- Trévise (1511)
- Brescia (18 février 1512)
- Ravenne (11 avril 1512)
- Navarre (1512)
- Saint-Mathieu (10 août 1512)
- Blancs-Sablons (22 avril 1513)
- Brest (24 avril 1513)
- Novare (6 juin 1513)
- Guinegatte (16 août 1513)
- Dijon (8 - 13 septembre 1513)
- Flodden Field (9 septembre 1513)
- La Motta ou Creazzo (7 octobre 1513)

La bataille des Blancs-Sablons, aussi connue sous le nom de bataille des Croyx Primoguet, a lieu le 22 ou 25 avril 1513 et oppose au large du Finistère une flotte anglaise commandée par l'amiral Edward Howard à une escadre française sous les ordres de l'amiral Pregeant de Bidoux. La bataille se solde par une victoire française.

## Contexte
Cette bataille a lieu dans le cadre de la guerre de la Sainte Ligue.
La flotte anglaise a échoué à prendre Brest l'année précédente. À partir du 11 avril 1513, elle est coincée dans le goulet de Brest et y stationne. 
De son côté, l'armée de l'amiral Pregeant de Bidoux stationne dans l'anse des Blancs-Sablons, plus au Nord.

## Affrontement
L'escadre française est repérée, tentant de forcer le blocus, par des navires éclaireurs anglais ou des navires ravitailleurs qui alertent le reste de la flotte anglaise. Une partie de la flotte anglaise de l'amiral Howard attaque l'escadre française pour entrer dans Brest. La bataille dure entre deux et trois heures. 
La flotte anglaise perd un vaisseau et deux bateaux de transport de troupes, tandis que l'escadre française perd un brigantin.
120 morts sont à déplorer du côté anglais, dont celle de l'amiral Howard, dont Pregeant de Bidoux aurait conservé le cœur dans une bouteille. Les deux belligérants clament la victoire, les Français pour avoir percé le blocus et les Anglais pour être restés sur place.